# UCI Europe Tour
Die UCI Europe Tour ist der vom Weltradsportverband UCI zur Saison 2005 eingeführte europäische Straßenradsport-Kalender. Sie gehört mit den anderen kontinentalen Rennserien (UCI Africa Tour, UCI America Tour, UCI Asia Tour, UCI Oceania Tour) zu den UCI Continental Circuits unterhalb der UCI WorldTour (bis inkl. 2010: UCI ProTour) und der zur Saison 2020 eingeführten UCI ProSeries.

## Teams
An den Rennen der UCI Europe Tour dürfen – abhängig von der UCI-Kategorie – UCI WorldTeams, UCI ProTeams, UCI Continental Teams, sowie National-, Regional- und Vereinsteams teilnehmen. Die ersten drei europäischen Continental Teams eines fiktionalen Rankings, dass zu Saisonbeginn aufgrund der verpflichten Fahrer errechnet wird,  sind von den Veranstaltern der Rennen der zweiten Kategorie zwingend einzuladen.
| Rennkategorie         | Teilnehmende Teams |
| --------------------- | --- |
| Pro (1. Pro + 2. Pro) | UCI WorldTeams (max. 70 %) UCI ProTeams UCI Continental Teams des Gastgeberlandes ausländische UCI Continental Teams (max. 2) Nationalteam des Gastgeberlandes |
| 1 (1.1 + 2.1)         | UCI WorldTeams (max. 50 %) UCI ProTeams UCI Continental Teams Nationalteams                                                                                    |
| 2 (1.2 + 2.2)         | UCI ProTeams des Gastgeberlandes UCI ProTeams (max. 2) UCI Continental Teams Nationalteams Regional- und Vereinsteams                                          |
| Ncup (1.2. + 2.2)     | Nationalteams Mixedteams |

## Rennen
Die UCI Europe Tour-Rennen der höchsten Kategorie (HC) sind, Stand Saison 2017:
Eintagesrennen
| - Kuurne–Brüssel–Kuurne - Nokere Koerse - Scheldeprijs - Pfeil von Brabant - Brussels Cycling Classic - Grote Prijs Impanis-Van Petegem | - Tour de l’Eurométropole - Trofeo Laigueglia - GP Industria & Artigianato - Tre Valli Varesine - Mailand–Turin - Giro dell’Emilia | - Gran Premio Beghelli - Grand Prix de Denain - Grand Prix de Fourmies - Paris–Tours - Münsterland Giro - Grosser Preis des Kantons Aargau |

Etappenrennen
| - Driedaagse van De Panne-Koksijde - Belgien-Rundfahrt - Tour de Wallonie - Tour des Hauts-de-France - Tour of the Alps | - Burgos-Rundfahrt - Andalusien-Rundfahrt - Luxemburg-Rundfahrt - Dänemark-Rundfahrt | - Tour of Norway - Arctic Race of Norway - Tour of Britain - Algarve-Rundfahrt |

## Sieger UCI Europe Tour
| Jahr | Fahrerwertung        | Mannschaftswertung           | Nationenwertung | Nationenwertung U23 |
| ---- | -------------------- | ---------------------------- | --------------- | ------------------- |
| 2005 | Murilo Fischer       | Ceramica Panaria-Navigare    | Italien         | —                   |
| 2006 | Nico Eeckhout        | Acqua & Sapone               | Italien         | —                   |
| 2007 | Alessandro Bertolini | Rabobank Continental         | Italien         | Russland            |
| 2008 | Enrico Gasparotto    | Acqua & Sapone-Caffè Mokambo | Italien         | Italien             |
| 2009 | Giovanni Visconti    | Agritubel                    | Italien         | Belgien             |
| 2010 | Giovanni Visconti    | Vacansoleil                  | Italien         | Belgien             |
| 2011 | Giovanni Visconti    | FDJ                          | Italien         | Italien             |
| 2012 | John Degenkolb       | Saur-Sojasun                 | Italien         | Italien             |
| 2013 | Riccardo Zoidl       | Team Europcar                | Frankreich      | Niederlande         |
| 2014 | Tom Van Asbroeck     | Topsport Vlaanderen-Baloise  | Italien         | Niederlande         |
| 2015 | Nacer Bouhanni       | Topsport Vlaanderen-Baloise  | Belgien         | Italien             |
| 2016 | Baptiste Planckaert  | Wanty-Groupe Gobert          | Belgien         | Italien             |
| 2017 | Nacer Bouhanni       | Wanty-Groupe Gobert          | Frankreich      | Frankreich          |
| 2018 | Hugo Hofstetter      | Wanty-Groupe Gobert          | Belgien         | Niederlande         |
| 2019 | Primož Roglič        | Total Direkt Énergie         | Belgien         | Belgien             |
| 2020 | Primož Roglič        | Alpecin-Fenix                | Frankreich      | Slowenien           |
| 2021 | Tadej Pogačar        | Alpecin-Fenix                | Belgien         | Belgien             |
| 2022 | Tadej Pogačar        | Alpecin-Fenix                | Belgien         | —                   |
| 2023 |                      |                              |                 |                     |

Zu den Regeln der einzelnen Ranglisten: